# Dubaï Sheema Classic
Groupe 1
La Dubaï Sheema Classic est une course hippique de galop qui se dispute sur l'hippodrome de Meydan (en) à Dubaï, le dernier samedi du mois de mars, lors de la réunion de la World Cup. Elle était courue sur l'hippodrome de Nad el Sheba jusqu'à la désaffectation de ce dernier après la World Cup 2009.
Créée en 1998, sous le nom de Dubaï Turf Classic, c'est une course de Groupe I depuis 2002, date de son appellation actuelle. Réservée aux pur-sang de 4 ans et plus, elle se dispute sur 2 400 mètres, sur la piste en gazon. L'allocation s'élève à 6 000 000 US$.

## Palmarès
| Année | Vainqueur                                                | S/A                                                      | Pays                                                     | Père                                                     | Jockey                                                   | Entraîneur                                               | Propriétaire                                             | Deuxième                                                 | Troisième                                                | Temps                                                    |
| ----- | -------------------------------------------------------- | -------------------------------------------------------- | -------------------------------------------------------- | -------------------------------------------------------- | -------------------------------------------------------- | -------------------------------------------------------- | -------------------------------------------------------- | -------------------------------------------------------- | -------------------------------------------------------- | -------------------------------------------------------- |
| 2025  | Danon Decile                                             | M.4                                                      | Japon                                                    | Epiphaneia                                               | Keita Tosaki                                             | Shogo Yasuda                                             | Danox Co. Ltd                                            | Calandagan                                               | Durezza                                                  | 2'27"05                                                  |
| 2024  | Rebel's Romance                                          | H.6                                                      | Royaume-Uni                                              | Dubawi                                                   | William Buick                                            | Charlie Appleby                                          | Godolphin                                                | Shahryar                                                 | Liberty Island                                           | 2'26"72                                                  |
| 2023  | Equinox                                                  | M.4                                                      | Japon                                                    | Kitasan Black                                            | Christophe Lemaire                                       | Tetsuya Kimura                                           | Silk Racing Co. Ltd                                      | Westover                                                 | Zagrey                                                   | 2'25"65                                                  |
| 2022  | Shahryar                                                 | M.4                                                      | Japon                                                    | Deep Impact                                              | Cristian Demuro                                          | Hideaki Fujiwara                                         | Sunday Racing Co Ltd                                     | Yibir                                                    | Authority                                                | 2'26"88                                                  |
| 2021  | Mishriff                                                 | M.4                                                      | Royaume-Uni                                              | Make Believe                                             | David Egan                                               | John & Thady Gosden                                      | Prince A. Faisal                                         | Chrono Genesis                                           | Loves Only You                                           | 2'26"65                                                  |
| 2020  | Course non disputée en raison de la pandémie de Covid-19 | Course non disputée en raison de la pandémie de Covid-19 | Course non disputée en raison de la pandémie de Covid-19 | Course non disputée en raison de la pandémie de Covid-19 | Course non disputée en raison de la pandémie de Covid-19 | Course non disputée en raison de la pandémie de Covid-19 | Course non disputée en raison de la pandémie de Covid-19 | Course non disputée en raison de la pandémie de Covid-19 | Course non disputée en raison de la pandémie de Covid-19 | Course non disputée en raison de la pandémie de Covid-19 |
| 2019  | Old Persian                                              | M.4                                                      | Royaume-Uni                                              | Dubawi                                                   | William Buick                                            | Charlie Appleby                                          | Godolphin                                                | Cheval Grand                                             | Suave Richard                                            | 2'27"17                                                  |
| 2018  | Hawkbill                                                 | M.5                                                      | Royaume-Uni                                              | Kitten's Joy                                             | William Buick                                            | Charlie Appleby                                          | Godolphin                                                | Poet's Word                                              | Cloth Of Stars                                           | 2'29"45                                                  |
| 2017  | Jack Hobbs                                               | M.5                                                      | Royaume-Uni                                              | Halling                                                  | William Buick                                            | John Gosden                                              | Godolphin                                                | Seventh Heaven                                           | Postponed                                                | 2'32"39                                                  |
| 2016  | Postponed                                                | M.5                                                      | Royaume-Uni                                              | Dubawi                                                   | Andrea Atzeni                                            | Roger Varian                                             | Cheik M-Obaid Al Maktoum                                 | Duramente                                                | Last Impact                                              | 2'26"97                                                  |
| 2015  | Dolniya                                                  | F.4                                                      | France                                                   | Azamour                                                  | Christophe Soumillon                                     | Alain de Royer-Dupré                                     | S.A. Aga Khan                                            | Flintshire                                               | One And Only                                             | 2'26"32                                                  |
| 2014  | Gentildonna                                              | F.4                                                      | Japon                                                    | Deep Impact                                              | Ryan Moore                                               | Sei Ishizaka                                             | Sunday Racing                                            | Cirrus des Aigles                                        | Ambivalent                                               | 2'27"25                                                  |
| 2013  | St Nicholas Abbey                                        | M.6                                                      | Irlande                                                  | Montjeu                                                  | Joseph O'Brien                                           | Aidan O'Brien                                            | Michael Tabor & Sue Magnier                              | Gentildonna                                              | Very Nice Name                                           | 2'27"70                                                  |
| 2012  | Cirrus des Aigles                                        | H.6                                                      | France                                                   | Even Top                                                 | Olivier Peslier                                          | Corinne Barande-Barbe                                    | J.-C.-A. Dupuy & Xavier Niel                             | St Nicholas Abbey                                        | Jakkalberry                                              | 2'31"30                                                  |
| 2011  | Rewilding                                                | M.4                                                      | France                                                   | Tiger Hill                                               | Lanfranco Dettori                                        | Mahmood Al Zarooni                                       | Godolphin                                                | Redwood                                                  | Calvados Blues                                           | 2'29"01                                                  |
| 2010  | Dar Re Mi                                                | F.5                                                      | Royaume-Uni                                              | Singspiel                                                | William Buick                                            | John Gosden                                              | Lord A. Lloyd-Webber                                     | Buena Vista                                              | Spanish Moon                                             | 2'31"84                                                  |
| 2009  | Eastern Anthem                                           | M.5                                                      | Royaume-Uni                                              | Singspiel                                                | Ahmad Ajtebi                                             | M. Bin Shafya                                            | Hamdan Al Maktoum                                        | Spanish Moon                                             | Purple Moon                                              | 2'31"84                                                  |
| 2008  | Sun Classique                                            | F.5                                                      | Afrique du Sud                                           | Fuji Kiseki                                              | Kevin Shea                                               | Mike de Kock                                             | L.Cohen & W.V.Rippon                                     | Viva Pataca                                              | Doctor Dino                                              | 2'27"45                                                  |
| 2007  | Vengeance of Rain                                        | M.7                                                      | Hong Kong                                                | Zabeel                                                   | Anthony Delpech                                          | David E. Ferraris                                        | Raymond Chow Hon Man                                     | Oracle West                                              | Youmzain                                                 | 2'31"03                                                  |
| 2006  | Heart's Cry                                              | M.5                                                      | Japon                                                    | Sunday Silence                                           | Christophe Lemaire                                       | Kojiro Hashiguchi                                        | Shadai Racehorse Co Ltd                                  | Collier Hill                                             | Falstaff                                                 | 2'31"89                                                  |
| 2005  | Phoenix Reach                                            | M.5                                                      | Royaume-Uni                                              | Alhaarth                                                 | Martin Dwyer                                             | Andrew Balding                                           | Winterbeck Manor Stud                                    | Razkalla                                                 | Collier Hill                                             | 2'30"54                                                  |
| 2004  | Polish Summer                                            | M.7                                                      | France                                                   | Polish Precedent                                         | Gary Stevens                                             | André Fabre                                              | Khalid Abdullah                                          | Hard Buck                                                | Scotts View                                              | 2'31"09                                                  |
| 2003  | Sulamani                                                 | M.4                                                      | France                                                   | Hernando                                                 | Frankie Dettori                                          | Saeed bin Suroor                                         | Godolphin                                                | Ange Gabriel                                             | Ekraar                                                   | 2'27"67                                                  |
| 2002  | Nayef                                                    | M.4                                                      | Royaume-Uni                                              | Gulch                                                    | Richard Hills                                            | Marcus Tregoning                                         | Hamdan Al Maktoum                                        | Helene Vitality                                          | Boreal                                                   | 2'29"64                                                  |
| 2001  | Stay Gold                                                | M.7                                                      | Japon                                                    | Sunday Silence                                           | Yutaka Take                                              | Yasuo Ikee                                               | Shadai Race Horse Co. Ltd                                | Fantastic Light                                          | Silvano                                                  | 2'28"23                                                  |
| 2000  | Fantastic Light                                          | M.4                                                      | Royaume-Uni                                              | Rahy                                                     | Kieren Fallon                                            | Michael Stoute                                           | Maktoum Al Maktoum                                       | Caitano                                                  | High-Rise                                                | 2'27"70                                                  |
| 1999  | Fruits of Love                                           | M.4                                                      | Royaume-Uni                                              | Hansel                                                   | Kieren Fallon                                            | Mark Johnston                                            | M. Doyle                                                 | Nedawi                                                   | Caitano                                                  | 2'28"45                                                  |
| 1998  | Stonaway                                                 | M.4                                                      | Royaume-Uni                                              | Slip Anchor                                              | Frankie Dettori                                          | Saeed bin Suroor                                         | Godolphin                                                | For Valour                                               | Asolo                                                    | 2'29"01                                                  |